# Niederwiltz
Niederwiltz (Luxemburgs: Nidderwolz, ook Nidderwooltz) is een lieu-dit en een kadastersectie in de Luxemburgse gemeente Wiltz.

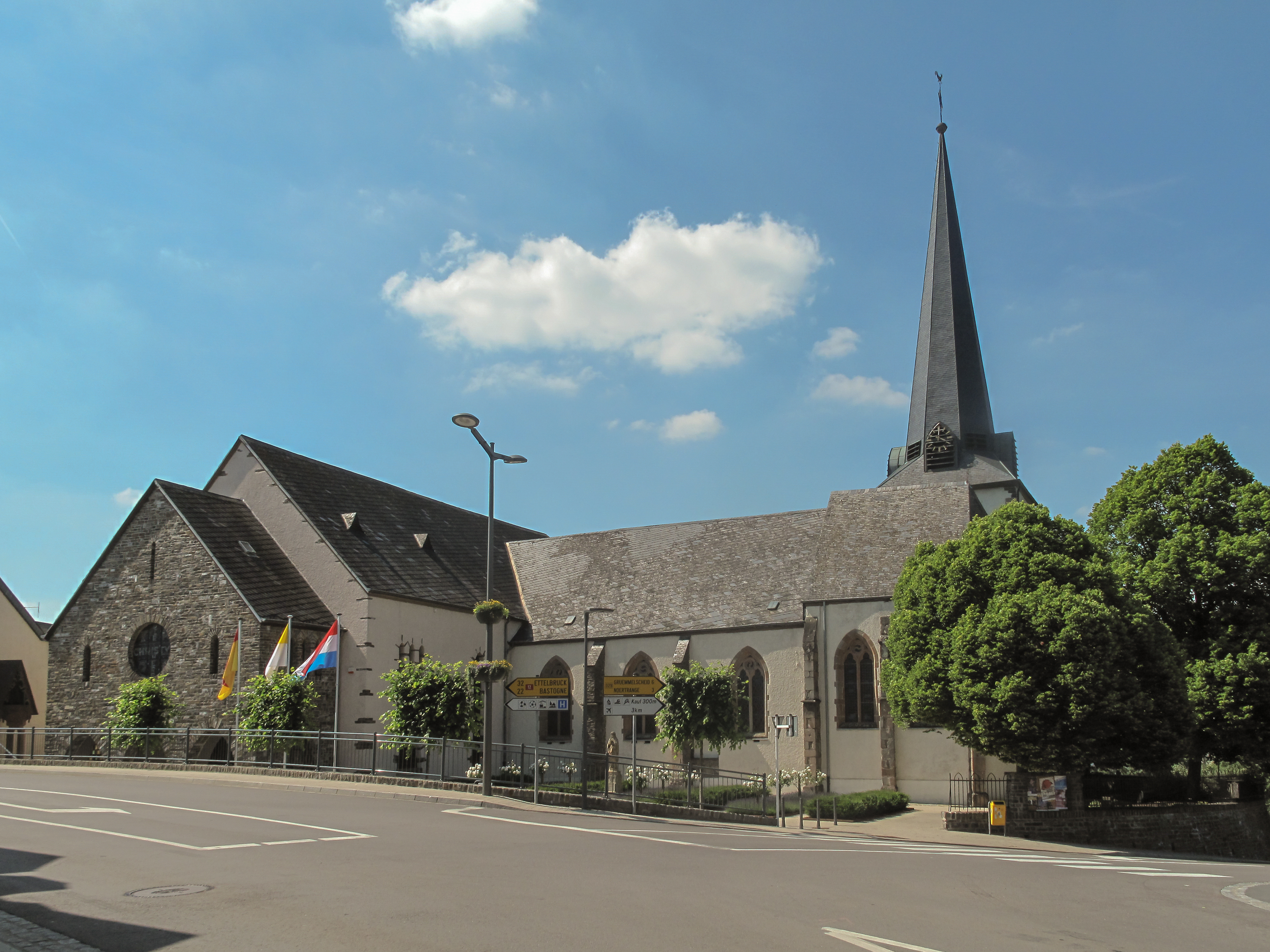
Parochiekerk
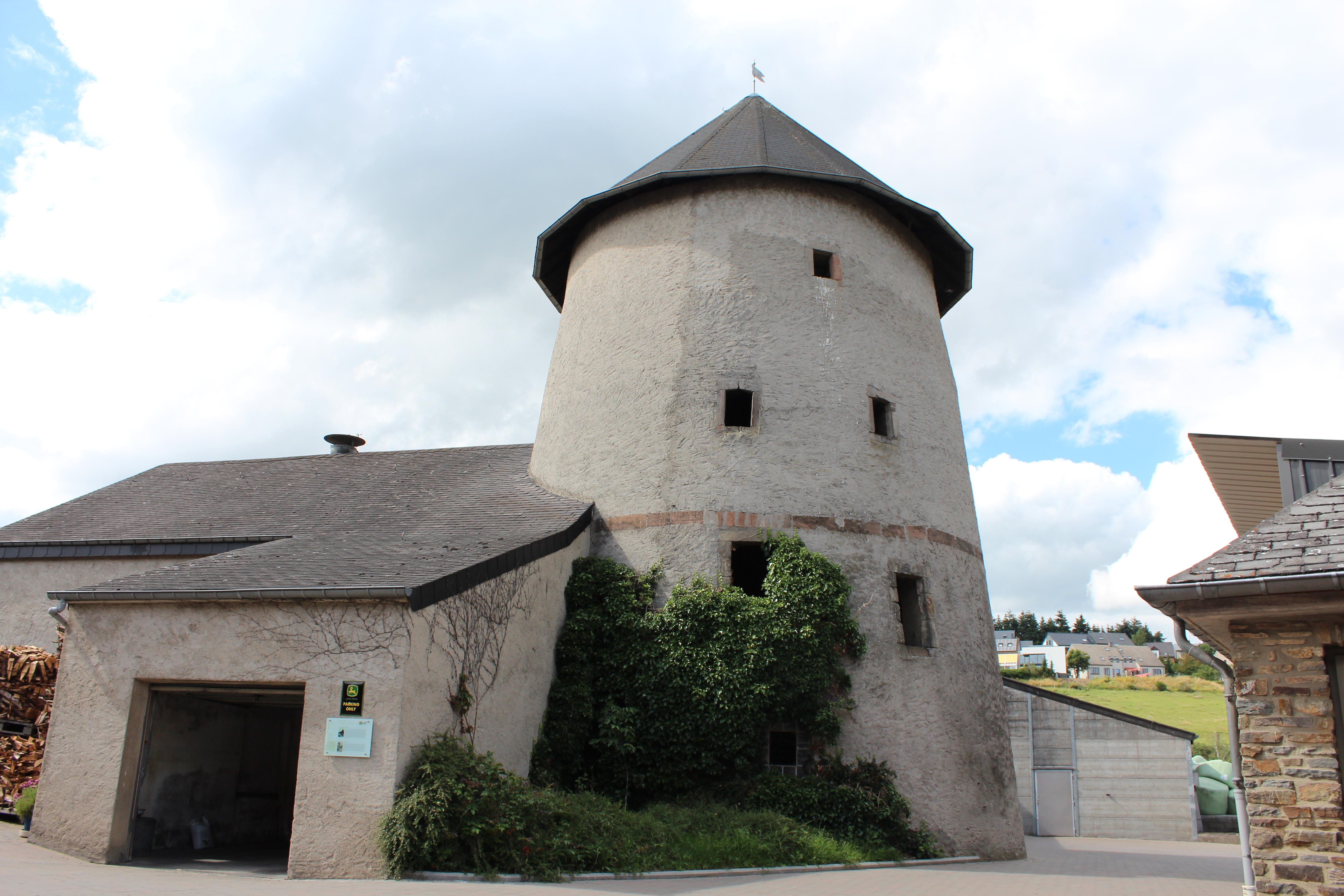
Windmolen

## Geboren
- Alphonse Arend (1907-1987), auteur en literatuurcriticus
- Willy Faber (1915-1999), architect en kunstenaar